# Stanislav Petrov
Stanislav Ievgràfovitx Petrov (rus: Станисла́в Евгра́фович Петро́в; 7 de setembre de 1939 – 19 de maig de 2017) va ser un tinent coronel de la Força Aèria Soviètica, més conegut com "l'home que tot sol va salvar el món d'una guerra nuclear" pel seu paper en identificar una falsa alarma nuclear el 1983, que podria haver desencadenat una guerra nuclear.
El 26 de setembre de 1983, Petrov era l'oficial de servei al centre de comandament d'Oko, un sistema soviètic que alertava de míssils nuclears. Oko va avisar que s'havia llançat un míssil des dels Estats Units, seguit de cinc més. Petrov va considerar que era una falsa alarma, i s'ha considerat que la seva decisió va prevenir un possible atac nuclear de represàlia erroni contra els Estats Units i els seus aliats de l'OTAN, que podria haver portat a una guerra nuclear de gran escala entre la Unió Soviètica i els Estats Units d'Amèrica. Investigacions posteriors van confirmar que el sistema d'avisos soviètics no havia funcionat correctament.